# Единбург (Индијана)
Единбург (енгл. Edinburgh) град је у америчкој савезној држави Индијана.

## Демографија
По попису из 2010. године број становника је 4.480, што је 25 (-0,6%) становника мање него 2000. године.
| Група             | 2000.         | 2010.         |
| Белци             | 4.431 (98,4%) | 4.172 (93,1%) |
| Афроамериканци    | 6 (0,1%)      | 15 (0,3%)     |
| Азијати           | 3 (0,1%)      | 5 (0,1%)      |
| Хиспаноамериканци | 48 (1,1%)     | 245 (5,5%)    |
| Укупно            | 4.505         | 4.480         |